# Podalyrieae
Tribu
Classification phylogénétique
Synonymes
- Liparieae (Benth.) Harv.[1]

Les Podalyrieae sont une tribu de plantes à fleurs dicotylédones de la famille des Fabaceae, sous-famille des Faboideae, originaire principalement d'Afrique australe, qui compte neuf genres.
On reconnaît dans cette tribu deux sous-tribus : les Xiphothecinae, groupe monopyhlétique, qui regroupe les genres Amphithalea et Xiphotheca, et les Podalyriinae, groupe paraphylétique qui regroupe  trois clades comprenant respectivement 3, 2 et 1 genres : Liparia/Podalyria/Stirtonanthus, Calpurnia/Virgilia et Cyclopia. Le genre Cadia occupe une place à part. Considéré comme un groupe frère du reste de la tribu, il se distingue notamment par ses fleurs actinomorphes, caractère inhabituel dans la sous-famille des Faboideae,.

## Liste des genres
Selon NCBI (13 août 2018) :
- Amphithalea Eckl. & Zeyh., 1836
- Cadia Forssk., 1775
- Calpurnia E.Mey., 1835
- Cyclopia Vent., 1808
- Liparia L., 1771
- Podalyria Willd., 1799
- Stirtonanthus B.-E.van Wyk & A.L.Schutte, 1995
- Virgilia Poir., 1808
- Xiphotheca Eckl. & Zeyh., 1836